# Faccendiere
Un faccendiere è un soggetto che compie affari, traffici, condotte o manovre — all'occorrenza nascoste e, spesso, illegali.

## Caratteristiche
Originariamente il termine indicava un mercante, un generico affarista o amministratore, ma ha poi assunto anche una connotazione negativa, seppure non esclusiva. In particolare il moderno linguaggio giornalistico utilizza questo termine per indicare una persona che compie affari ad alto livello, per lo più illeciti, con la pubblica amministrazione o sui mercati finanziari, per conto di uno o più imprenditori o a vantaggio di un gruppo di pressione. Fra le attività di un faccendiere possono rientrare la corruzione, l'insider trading, l'aggiotaggio.

## Implicazioni nellobbismo
Nell'uso tradizionale della lingua italiana il significato del termine e quello di lobbista si sovrapponevano e venivano considerati sinonimi. Ciò è però improprio poiché, a differenza del faccendiere, il lobbista rappresenta in modo esplicito un gruppo di interessi leciti (come, ad esempio, quelli di un settore produttivo), si muove nell'ambito della legalità e la sua attività è spesso regolamentata in modo ufficiale. Presso il parlamento europeo, ad esempio, la figura del lobbista è ufficialmente riconosciuta, ed esiste presso la Commissione Europea il Registro per la trasparenza, pubblicamente consultabile su Internet, in cui figurano tutti i lobbisti ufficialmente accreditati.